# Rorbas
Rorbas ist eine politische Gemeinde im Bezirk Bülach des Kantons Zürich in der Schweiz.

## Wappen
Blasonierung:
In Blau ein unteres halbes goldenes Mühlerad

## Geographie

Historisches Luftbild von Werner Friedli (1953)

Rorbas ist die unterste Gemeinde des Tösstals und liegt unmittelbar vor der Mündung der Töss in den Rhein (Tössegg), eingebettet zwischen dem Dättenberg und dem Irchel.

## Name
Rorbas wurde in früheren Zeiten Rorboz oder auch Rorboss genannt.
Der Teil Ror leitet sich von Schilfrohr («Röhricht») ab, während boz (biuzu) «schlagen» oder «stossen» bedeutete. In seiner Zusammensetzung weist Rorbas auf ein Gebiet hin, wo früher Schilf gehauen wurde.
Nicht zugezogene Rorbaser nennen ihr Dorf in ihrer Mundart Rorbis.

## Geschichte
Das frühmittelalterliche Gräberfeld Brunnensteig weist auf eine Besiedlung im 7. Jahrhundert hin. Rorbas dürfte erstmals im Jahr 984 erwähnt worden sein, allerdings ist dies umstritten. Belegt ist aber der Auftritt des «Lamprechts von Rorbas» anlässlich eines Rechtsstreits im Jahre 1044. Weitere Hinweise von «deren zu Rorbas» finden sich bis ins 14. Jahrhundert. Die kleine Wehranlage südlich der Kirche steht eventuell in Verbindung mit den im 11.–13. Jahrhundert erwähnten Dienstherren der Freiherren von Tengen.
Im 13. Jahrhundert gehörten die Niedergerichte den Freiherren von Teufen, welche die Kollatur besassen. Diese kam 1269 an den Bischof von Konstanz Eberhard II. von Waldburg und im frühen 15. Jahrhundert an das Chorherrenstift Grossmünster, in dessen Besitz sie bis 1832 blieb. Nach dem Aussterben der Freiherren von Teufen zu Beginn des 14. Jahrhunderts blieb Rorbas bis 1798 Bestandteil der Gerichtsherrschaft Teufen. Das Hochgericht kam über die Kyburger und Habsburger 1424 pfandweise und 1452 definitiv an die Stadt Zürich. 1406 erhielt Rorbas eine Offnung, 1564 einen sogenannten Einzugsbrief, in dem Rorbas das Recht eingeräumt wurde, ein Zuzugsgeld zu erheben.
Am Fasnachtssonntag des Jahres 1538 wurden 30 Häuser bei einer Feuersbrunst zerstört. In der Helvetik 1798 wurde die Gemeinde dem Distrikt Bassersdorf, in der Mediation 1803 dem Bezirk Bülach, nach deren Ende 1814 dem Oberamt Embrach und 1831 dem Bezirk Bülach zugeteilt. Trotz der engen Zusammenarbeit mit der Gemeinde Freienstein-Teufen wurde 1992 eine Fusion mit der Nachbargemeinde verworfen.
Obwohl Rorbas’ Geschichte bis auf das frühe Mittelalter zurückgeht, gibt es nur wenige bauliche Zeugen aus früher Zeit. Dazu gehören die 1586 erbaute und danach mehrfach renovierte Kirche, die eine 1188 erstmals erwähnte, Johannes dem Täufer geweihte Kirche – vermutlich eine Stiftung der Freiherren von Teufen – ersetzte, sowie die Anfang des letzten Jahrhunderts aus Tuffsteinen erbaute alte Tössbrücke, in Rorbas «Römerbrücke» genannt. Erwähnenswert ist weiter der Gasthof «Adler», der schon 1406 ein Tavernenrecht besass.

## Bevölkerung
| Jahr      | 1634 | 1771 | 1836 | 1850 | 1900 | 1950 | 2000 | 2005 | 2010 | 2015 | 2020 | 2022 |
| --------- | ---- | ---- | ---- | ---- | ---- | ---- | ---- | ---- | ---- | ---- | ---- | ---- |
| Einwohner | 252  | 417  | 636  | 916  | 1324 | 1069 | 2185 | 2134 | 2343 | 2742 | 2883 | 2908 |

Die 1835 in Rorbas und 1836 am gegenüberliegenden Tössufer in Freienstein gebauten Grossspinnereien brachten in Rorbas Bevölkerungswachstum und Strukturveränderungen (1930 arbeiteten bereits 69 % der Erwerbstätigen im 2. Sektor).
1841–1842 folgte der Bau der Kantonsstrasse über die Wagenbreche nach Glattfelden. 1876 erhielt Rorbas Anschluss an die Linie der Schweizerischen Nordostbahn Winterthur–Bülach–Koblenz (Station Embrach-Rorbas). Nachdem die Bevölkerungszahl im 20. Jahrhundert lange stagniert hatte, setzte in den 1980er Jahren – begünstigt durch die Nähe zu Zürich und zum Flughafen – ein starkes Wachstum ein, das sich in vielen Einfamilienhausbauten niederschlug. Viele Einwohner Rorbas’ arbeiten auswärts.

## Politik

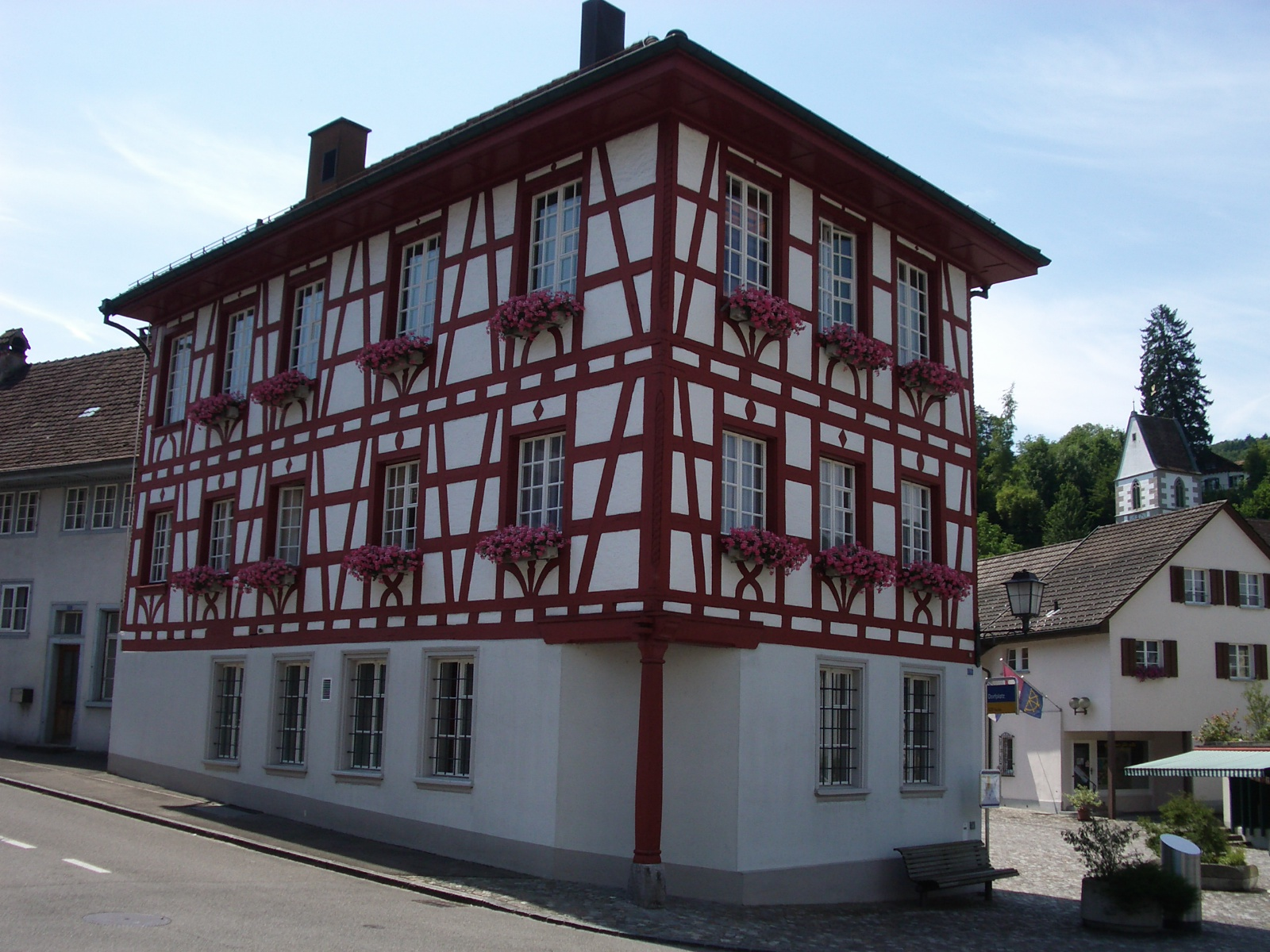
Gemeindehaus

Seit 2019 ist Martin Lips (parteilos) Gemeindepräsident (Stand November 2023).
Bei der Nationalratswahl 2019 erreichten die Parteien folgende Wähleranteile: SVP 38,68 %, SP 17,18 %, Grüne 10,78 %, glp 9,60 %, FDP 9,15 %, EVP 5,25 %, CVP 3,85 %, EDU 2,32 %, AL 1,43 %, BDP 0,89 % und andere (7) 0,87 %.
Die Wähleranteile bei der Nationalratswahl 2023: SVP 38,97 % (+0,29 %), SP 19,36 % (+2,18 %), FDP 8,03 % (−1,12 %), Grüne 7,54 % (−3,25 %), glp 7,00 % (−2,61 %), Die Mitte 6,87 % (+2,13 %), EVP 5,43 % (+0,18 %), EDU 2,62 % (+0,30 %), Aufrecht Zürich 1,56 %, andere (11) 2,64 %.
In vielen Bereichen organisiert sich Rorbas mit der Nachbargemeinde Freienstein-Teufen, so zum Beispiel bei der Schul- und Kirchgemeinde, gemeinsamen Projekten im Bereich der Infrastruktur, Sozialdienste und Unterstützungseinrichtungen.

## Kirchen

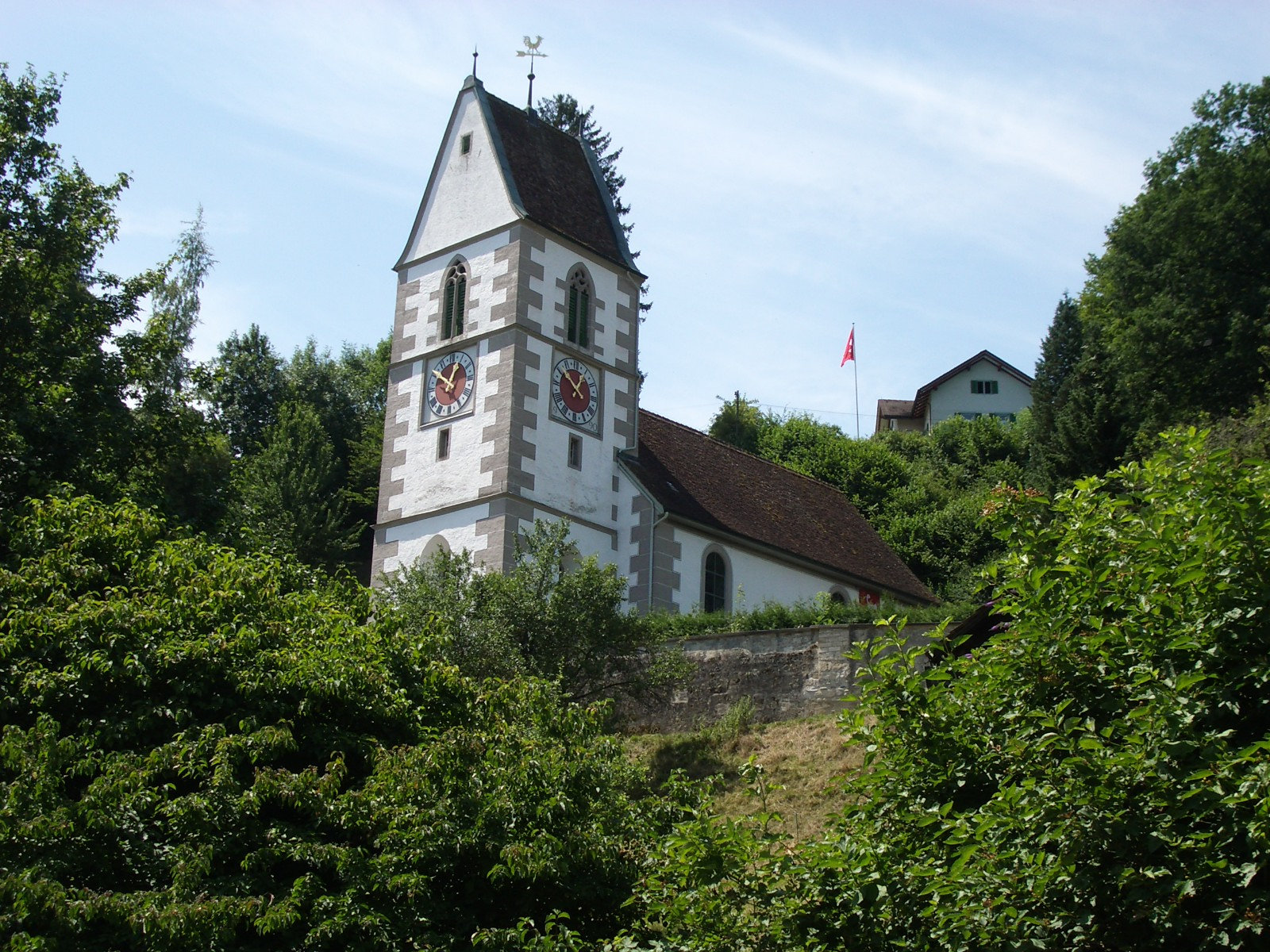
Kirche, erbaut 1586

2022 gehörten 30,2 % der Bevölkerung zur Evangelisch-reformierten Kirche und 22,0 % zur Römisch-katholischen Kirche. 47,8 % hatten eine andere oder keine Konfessionszugehörigkeit.
In der Sektion Rorbas-Freienstein der Evangelischen Allianz sind die Evangelisch-reformierte Kirche und die Chrischona-Gemeinde verbunden.

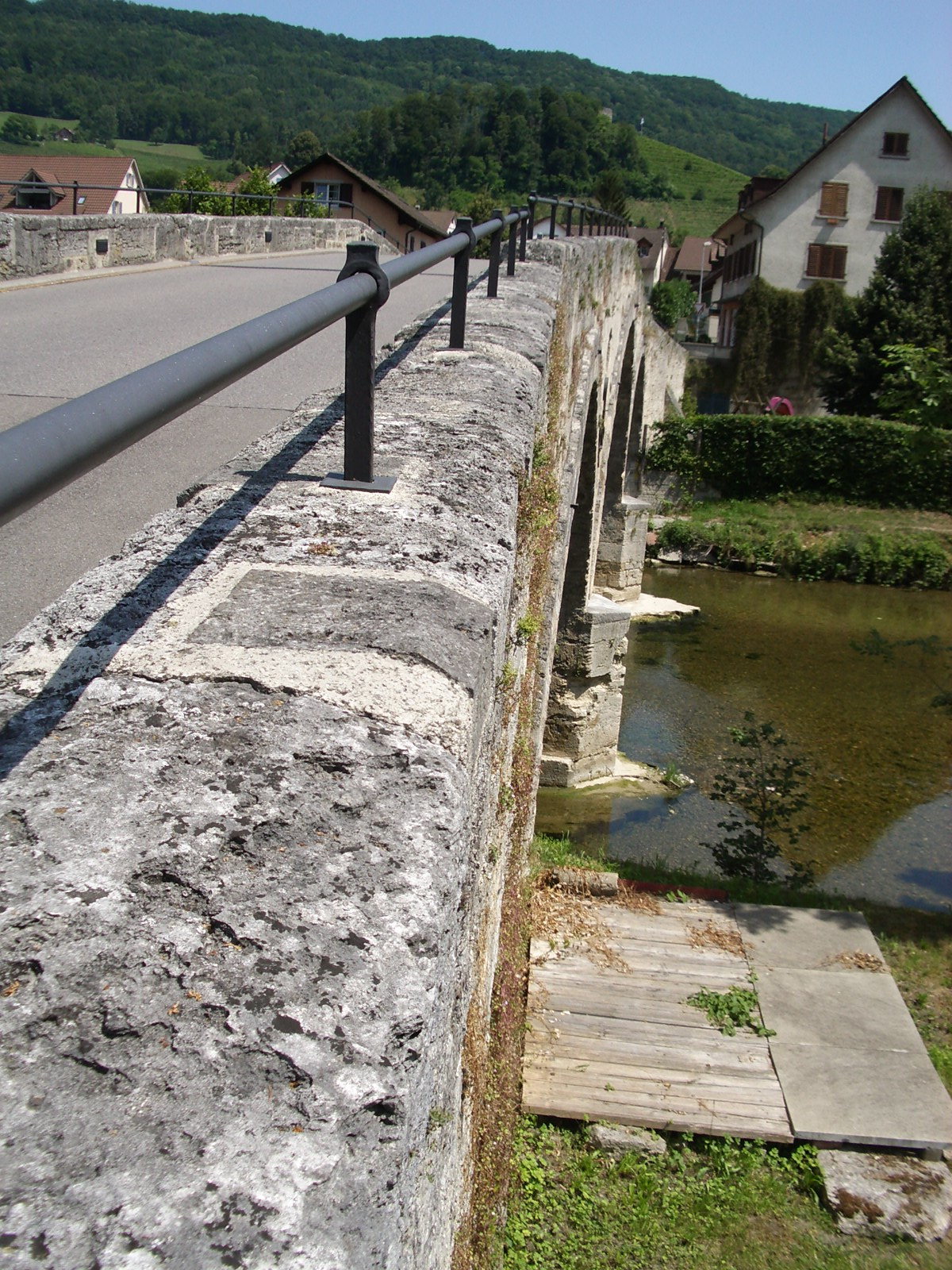
Alte Tössbrücke

## Persönlichkeiten
- Johann Emanuel Grob (1834–1909), reformierter Geistlicher und Politiker
- Othmar Blumer (1848–1900), Industrieller und Ständeratspräsident
- Dolorita Fuchs-Gerber (* 1968), Duathletin, Triathletin, Europameisterin und Ironman-Siegerin